# Pilocrocis leucoplagalis
Pilocrocis leucoplagalis là một loài bướm đêm trong họ Crambidae.